# Zero Days
Pour les articles homonymes, voir Zero Day.
Pour plus de détails, voir Fiche technique et Distribution.
Zero Days est un film documentaire américain réalisé par Alex Gibney présenté en compétition en février 2016 au Festival international du film de Berlin.
Le film raconte la découverte, en 2010, du ver informatique Stuxnet, conçu par la NSA pour perturber le programme d'enrichissement d'uranium de la République islamique d'Iran.

## Synopsis
À travers de nombreux entretiens, dont plusieurs sources anonymes de la NSA, Zero Days révèle l'existence de l'Opération Olympic Games, dont le virus Stuxnet est une composante, et témoigne de la montée en importance des cyberattaques dans les conflits inter-étatiques au vingt-et-unième siècle.
Le film se conclut sur la révélation du plan américain de cyberguerre Nitro Zeus, et sur la signature du Plan global d'action conjoint visant à réguler le programme nucléaire iranien.

## Fiche technique
- Réalisation : Alex Gibney
- Durée : 116 minutes
- Date de sortie : 
  - Février 2016 (Berlinale)

## Distribution
- Mahmoud Ahmadinejad : lui-même (images d'archives)
- George W. Bush : lui-même (images d'archives)
- Hillary Clinton : elle-même (images d'archives)
- Allison Cohn : Background performer
- Mikhail Gorbachev : lui-même (images d'archives)
- Tadashi Mitsui : Background performer
- Camilo Quiroz-Vazquez : Background performer
- Nancy Reagan : elle-même (images d'archives)
- Ronald Reagan : lui-même (images d'archives)
- Julian Seltzer : Background performer
- Joanne Tucker : NSA Character
- David E. Sanger (en)

## Distinction

### Sélection
- Berlinale 2016 : sélection officielle